# Качкан Володимир Атаназійович
Володимир Качкан (* 12 серпня 1940, село Рибне Тисменицький район, Івано-Франківська область) — український учений-історик і теоретик української літератури та етнокультури. Академік АН ВШ України (з 1993).

## Освіта, наукові ступені і звання
- філолог-викладач української мови та літератури (1967),
- журналіст (1974)
- 1974 — захистив кандидатську дисертацію,
- 1988 — захистив докторську дисертацію,
- З 1990 — професор.

## Кар'єра
Працював кореспондентом, редактором, старшим редактором в обласному телерадіокомітеті, викладав літературу, фольклористику, журналістикознавство у Києві, де проживав у 1972—1995.
З 1995 р. живе і працює в Івано-Франківську, завідує кафедрою українознавства національного медичного університету.

## Наукова і літературна діяльність
Коло наукових інтересів:
- історія і теорія української літератури;
- фольклористика;
- історичне й літературне краєзнавство;
- культурологія;
- пресологія.

Один з утверджувачів в українознавстві напряму персоналізації галузей науки.
Автор понад 70 книжкових видань: монографій, художніх і документальних новел, оповідань, есеїв, повістей, романів, поезій, не однієї сотні публікацій у журнально-газетній періодиці в Україні, інших країнах.
Упорядкував кілька фольклорних збірок народних пісень (у записах М. Павлика, О. Маковея), тематичних збірників, антологій з української літератури, зокрема про творчість М. Павлика.
Автор передмови до книги В. Барана «Лідія Треммері».
Окремі художні твори перекладено польською, німецькою, чеською, болгарською, словацькою та англійською мовами.
Член редколегій журналів «Українознавець», «Галичина», «Обрії», «Перевал», «Бойки» (США — Україна), спеціалізованої вченої ради із захисту докторських дисертацій у КНУ ім. Т. Шевченка; голова Івано-Франківського відділення НТШ; 2006 р. обраний депутатом Івано-Франківської облради.
Член НСПУ (з 1986).

## Окремі твори
- Монографічні дослідження:
  - «Петро Козланюк: Нарис життя і творчості» (1980),
  - «Роман Федорів: Літературно-критичний нарис» (1983),
  - «Михайло Павлик: Літературно-критичний нарис» (1986),
  - «…І воскресне ім'я твоє: Народознавчі студії про забутих» (1993),
  - «У творчій майстерні визначних етнологів» (1993),
  - «Хай святиться ім'я твоє: Галицькі просвітницькі діячі, письменники, вчені — вихідці із священицьких родин» (1994),
  - «Українське народознавство в іменах: У 2 ч.» (1994, 1995),
  - «Українська журналістика в іменах: Історичний досвід, майстерність: У 2 ч.» (1995),
  - «Хай святиться ім'я твоє» (Студії з історії української літератури і культури XIX-XX ст. у 8 т., 1996—2006),
  - Нариси історії української культури в персоналіях (ХІХ-XX ст.). — Коломия: Видавничо-поліграфічне товариство «Вік», 2005. — 416 с. — ISBN 966-550-201-8
- Жива Глина: Мандрівка в минуле та сьогоднішнє Опішного. — Опішне: Українське Народознавство, 1994. — 232 с., іл. — ISBN 5-7707-5147-9
- Журавлі повертаються…: З епістолярної спадщини Богдана Лепкого — Л.: [б.в.], 2001. — 920 с. — ISBN 966-02-2056-1
- «Опішня» роман-есе. // Дзвін. — 1991. — № 10. — С.15-79
- «Характеру незламного штрихи до життєпису Володимира Целевича» // Володимир Качкан, доктор філології, професор Київського університету імені Тараса Шевченка. Вступна стаття до другого видання книжки «Володимир Целевич. Нація, нарід, держава», виданої в 1993 у Вінниці у видавництві СМК «Наш час» накладом 500 примірників, сторінки 3-28.
- Коли серце — на поклику душі: Різдво з поезією Тамари Севернюк. Заключна стаття до літературно-художнього видання Тамари Севернюк «Листя, що не опадає… Зблиски», виданого в 2016 році в Чернівцях у видавництві ТОВ «Друк Арт» накладом 700 примірників, сторінки 183—195.
- Качкан В. А. Сповідь душі. Ярема Гоян в ограненні часу: кн. ілюстр. творами лауреата Нац. премії України ім. Т. Шевченка нар. художника України, акад. В. Касіяна / Володимир Качкан ; НАН України, Львів. нац. наук. б-ка ім. В. Стефаника. — Івано-Франківськ: Місто НВ, 2014. — 256 с. — (Серія «Шевченківські лауреати»). [Архівовано 2 Серпня 2018 у Wayback Machine.]
- Качкан В. А. Одкровення: есеї про літераторів, вчених, митців: багатотом. вид. / Володимир Качкан. — Івано-Франківськ: Місто НВ, 2016. — 376 с. [Архівовано 26 Вересня 2018 у Wayback Machine.]
- Качкан В. 50 філософем: (ескізи, штрихи, зариси, пунктири думок) / Володимир Качкан. — Івано-Франківськ: Місто НВ, 2018. — 140 с. [Архівовано 27 Вересня 2018 у Wayback Machine.]
- Качкан В. А. Одкровення: есеї про літераторів, вчених, митців: багатотом. вид. Т. 2 / Володимир Качкан. — Івано-Франківськ: Місто НВ, 2016. — 234 с. [Архівовано 13 Січня 2019 у Wayback Machine.]
- Качкан В. А. Постаті: студії, есеї, сильвети, рефлексії: у 2-х т. Т. 1 / Володимир Качкан ; НАН України, Львів. нац. наук. б-ка ім. В. Стефаника. — Івано-Франківськ: Місто НВ, 2012. — 571 с. [Архівовано 26 Вересня 2020 у Wayback Machine.]
- Качкан В. А. Постаті: студії, есеї, сильвети, рефлексії: у 2-х т. Т. 2 / Володимир Качкан ; НАН України, Львів. нац. наук. б-ка ім. В. Стефаника. — Івано-Франківськ: Місто НВ, 2013. — 735 с. [Архівовано 8 Серпня 2020 у Wayback Machine.]

## Відзнаки
Лауреат:
- Нагороди Ярослава Мудрого АН ВШ України (1995);
- премії ім. Василя Стефаника (1999);
- Міської премії імені Івана Франка в галузі літератури та журналістики (Івано-Франківськ) (2000)[3];
- Міжнародної премії ім. Братів Лепких (2001);
- Міжнародної премії ім. Воляників-Швабінських (США, 2002).
- Нагороджений орденом Архистратига Михаїла УПЦ КП.
- Заслужений діяч науки і техніки України (2006).